# Pixel Strike 3D
《Pixel Strike 3D》是由Vulcron所推出具有像素及方塊風格的第一人稱射擊遊戲。

## 遊戲玩法
已第一人稱的方式，以自身配置好的武器與敵人戰鬥。

模式介紹:

- 死亡競技(Free For All)

玩家必須面對自身以外的敵人，拿起自身的武器與之戰鬥。遊戲結束時，擊殺數最高的一位玩家勝利。

- 團隊死鬥(Team Deathmatch)

有兩大勢力「反恐菁英(Police)」與「恐怖份子(Terrorists)」，玩家必須選擇加入一方的勢力，並與己方隊友協力對抗敵方勢力。率先達到75擊殺數或遊戲結束時擊殺數最高的隊伍(勢力)勝利。

- 大逃殺(Battle Royale)

遊戲開始時，玩家們會被送到直升機裡，直升機會以直線的距離穿越整張地圖。玩家必須選擇降落地點，在適當時機跳下直升機，並使用降落傘降落於目的地。玩家必須面對自身以外的敵人，使用地圖上會生成的隨機武器與敵人展開廝殺。最後一位生還的玩家勝利。

- 軍火之王(Gun Game)

玩家會在遊戲開始時拿到一把隨機但與其他玩家拿到的武器的種類一致的武器，玩家必須與自身以外的敵人戰鬥。擊殺敵人以獲取一把新的武器。武器的種類順序為固定的，但槍枝是隨機的。最先使用刀(最後階段的武器種類)擊殺敵人或遊戲結束時擊殺數最高的玩家勝利。

- 生化感染(Infected)

系統會在遊戲開始時隨機選擇兩名玩家作為生化母體，生化母體必須在時間限制內感染所有未感染的玩家使其變為感染體；未感染的玩家必須在時間結束以前使用自身武器與感染體對抗。最先完成任務的一方勝利。

- Capture The Flag

有兩大勢力「Police」與「Terrorists」，玩家必須選擇一方勢力加入。系統會於遊戲開始時在雙方勢力的城堡生成一把旗幟，兩勢力的玩家必須搶奪對方的旗幟並插於己方的旗座(己方旗幟的原先所在處)上已獲得分數。率先達到3分或遊戲結束時分數最高的勢力勝利。

- 爆破攻防戰(Bomb Defuse)

兩大勢力「反恐菁英(Police)」與「恐怖份子(Terrorists)」，玩家必須選擇一方的勢力加入。

- 反恐菁英(Police):
阻止/拆除恐怖份子設置炸彈或(恐怖分子未設置炸彈的情況下)殲滅所有的恐怖份子。

- 恐怖份子(Terrorists):
設置炸彈並使其引爆或殲滅所有反恐菁英。

最先完成任務的隊伍(勢力)勝利。

- 狂賭之淵(Wager Match)

玩家會以5 Credits作為賭注，並於遊戲開始時拿到和自身以外的敵人相同的武器與之戰鬥。前3名的玩家勝利。

- 排位模式(Ranked)

玩家會被隨機分配到一位對手，並使用自身的武器與對手戰鬥。遊戲結束時擊殺數最高的一方勝利。

- 死亡跑酷(Death Run)

玩家必須跳過重重障礙達到終點。系統會依地圖關卡難度和玩家過關花費的時間來分配代幣的多寡。代幣可於該模式的商店購買外觀飾品。

- 殺戮晚宴(Dinner Party)

系統會於遊戲開始時分配隨機的角色身分給玩家。

- 賓客(Guest):
必須警惕著人群中可能藏匿的兇手，並度過這個午夜。

-間諜(Spy):
找出藏匿於人群中的兇手，在適當時機將其射殺。當賓客(Guest)撿到已死亡間諜(Spy)的槍，其身分將轉為間諜(Spy)。

- 兇手(Murderer):
藏匿於人群中，躲避間諜(Spy)的偵查，並在午夜來臨前殺死在場的所有人。

能完成任務的的角色勝利。

- 派對遊戲(Party Mix)

玩家可遊玩數種不同的小遊戲。該模式不列入個人戰績中。

模式如下:

1.FFA Sniper:
玩家會於遊戲開始時拿到四把相同的狙擊槍「Marksman」，且玩家的血量會被降到10滴血。玩家必須狙擊自身以外的敵人。遊戲結束時擊殺數最高的玩家勝利。

2.Team Sniper:
有兩支隊伍，玩家必須選擇一方加入。所有玩家會於遊戲開始時拿到四把相同的狙擊槍「Marksman」，且所有玩家的血量會降到10滴血，雙方必須互相戰鬥已獲得分數。遊戲結束時分數最高的隊伍勝利。

3.King Of The Hill:
有兩支隊伍，玩家必須選擇一方加入。系統會於地圖上隨機生成佔領區，雙方隊伍必須去獨領該區以獲得分數。遊戲結束時分數最高的隊伍勝利。

4.Mosh Pit:
玩家會被分配到三把隨機的武器，並與自身以外的敵人戰鬥。遊戲結束時擊殺數最高的一位玩家勝利。

5.Showdown:
玩家會獲得隨機四把相同的武器，並與自身以外的敵人戰鬥。遊戲結束時擊殺數最高的一位玩家勝利。

6.Duck Hunt:
系統會隨機選擇一位玩家來當作狙擊手，狙擊手必須狙擊其他玩家來避免他們抵達終點；其他玩家必須透過地圖上的障礙物來躲避狙擊手的狙擊，並抵達終點。完成任務的一方勝利。

7.VIP Escort:
有兩大勢力Security Team(Police)與Terrorists，玩家必須選擇一方加入。

- Security Team(Police):
必須在時間結束以前護衛系統隨機選擇的一位VIP玩家，必免遭到恐怖份子的殺害。VIP玩家血量增加為1000滴血，只能使用一把手槍自衛。

- Terrorists:
必須在時間限制內殺死VIP玩家。

8.Classic:
玩家可使用自身裝備與自身以外的敵人戰鬥。遊戲結束時擊殺數最高的玩家勝利。

9.One In The Chamber:
玩家會被分配到一把一發子彈的手槍及一把小刀，且玩家的血量會降到10滴血。玩家僅有3條命。玩家必須使用身上的武器與自身以外的敵人戰鬥。每擊殺一位玩家可獲得一發手槍子彈。遊戲結束時擊殺數最高的一位玩家(包括旁觀玩家)勝利。

10.Dodgeball:
有兩支隊伍，玩家要選擇一方加入。所有玩家會獲得Cherry Bomb。雙方隊伍必須使用自身的黏彈炸死敵人，殲滅敵方隊伍或該回合時間結束前生還人數最多的隊伍可得一分。率先達到兩分的隊伍勝利。

11.High Explosives:
玩家會分別獲得RPG、Sticky Ornament、Frag Grenade及Cherry Bomb，玩家必須使用這些武器去與自己以外的敵人戰鬥。遊戲結束時擊殺數最高的玩家勝利。

- 沙盒娛樂(Sandbox)

玩家可透過彼此間的聊天互動來增加彼此的友宜。該模式下無法PVP。

## 遊戲特殊機制

### Nuke
在任何模式中(除了生化感染)當連續擊殺(無死亡)數為25人，遊戲畫面右上方會出現Nuke啟動的提示，玩家可透過點擊該提示來啟動Nuke倒數，當Nuke倒數完畢時會降下一顆Nuke(無法看見)把所有玩家炸個粉碎(其擊殺的人數皆會算進啟動Nuke的玩家的擊殺數中)，且提早該遊戲的結束。啟動該Nuke的玩家會獲得專屬的Nuke特效。

## 外部連結
- 官方网站